# Maronitische Antonianer

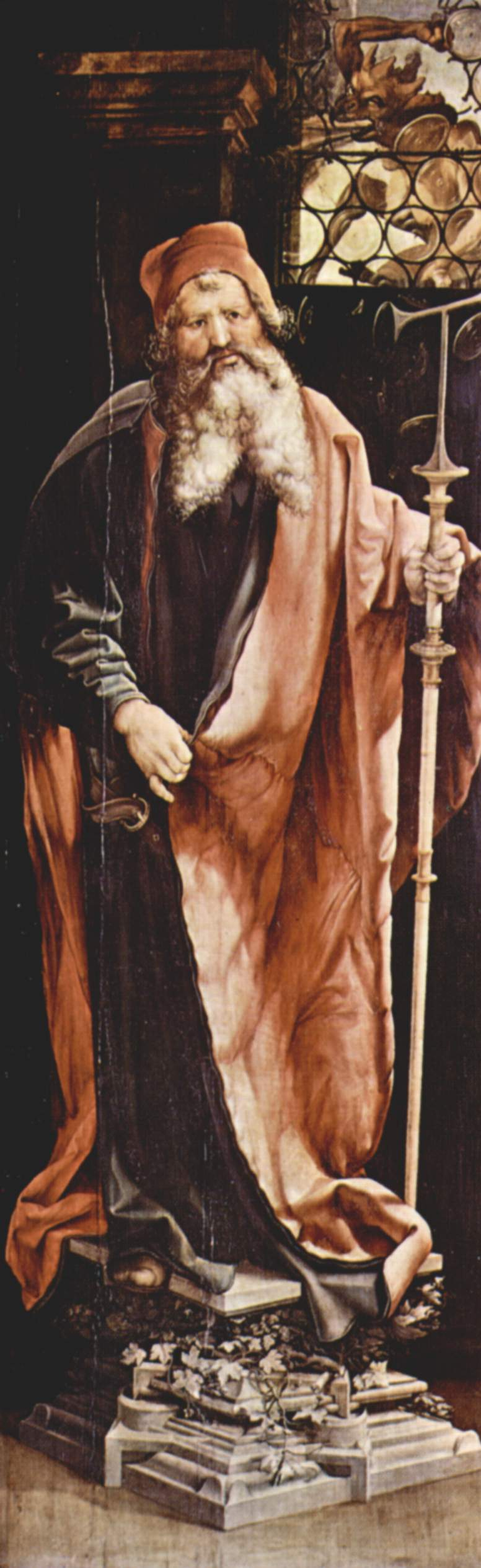
Der hl. Antonius, Seitenflügel des ersten Schaubilds des Isenheimer Altars

Die Maronitischen Antonianer (lat.: Ordo Antonianorum Maronitarum, Ordenskürzel: OAM) sind eine nicht monastische Ordensgemeinschaft in der  Maronitisch-syrischen Kirche. Im Orient nannten sich seit dem 17. Jahrhundert mehrere katholische Ordensgemeinschaften als „Antonianer“. Ihr Vorbild war der Eremit Antonius der Große (ca. 251–350), so gab es die Armenischen Atonianer, Chaldäische Antonianer, Syrische Antonianer, Äthiopische Antonianer und die hier bezeichneten Maronitischen Antonianer. Sie waren ursprünglich  monastisch-kontemplativ  und wandelten sich zu einem aktiven, nicht monastischen Orden mit feierlichem Gelübde.

## Geschichte
Ihre Entstehung geht auf den 15. August 1700 zurück, denn an diesem Tag gründete der  Patriarch der Maronitischen Kirche Gabriel II. al Blouzani  den Mönchsorden. Die ersten Ordensmitglieder rekrutierten sich aus dem  Libanesischen Maronitischen Orden, der 1695 gegründet war.

## Selbstverständnis
Die Mönche leben in Gemeinschaft im Gebet,  Apostolat und pflegen die christliche Nächstenliebe. Sie legen besonderen Wert auf Ökumene und  interreligiösen Dialog. Die Mönche leben in kleinen Wohn- und Lebensgemeinschaften und wirken von dort aus in der Seelsorge.

## Organisation
Sitz der Generalkurie ist Beirut, seit 2004 bekleidet Abt Boulos Tannouri das Amt des Generalsuperiors. Mit Simon Athallah stellt der Orden einen Bischof für die Melkitische Kirche (Eparchie Baalbek-Deir El-Ahmar).  Die Kongregation betreut 30  Gemeinden und mehrere Einzelprojekte im Libanon. Sie sind ebenfalls in Syrien, Italien, Frankreich, Kanada und Australien tätig und wirken darüber hinaus im Schul- und Universitätsbereich.